# Restless (álbum de Sara Evans)
Restless es el 4⁰ álbum de estudio grabado por la cantante estadounidense de música country Sara Evans. Fue lanzado el 19 de agosto del 2003 por RCA Nashville. Ha sido certificado platino por la RIAA.

## Lista de canciones
| CD    |                               |          |  |
| N.º   | Título                        | Duración |  |
| 1.    | «Rockin' Horse»               | 3:58     |  |
| 2.    | «Backseat of a Greyhound Bus» | 5:33     |  |
| 3.    | «Restless»                    | 4:14     |  |
| 4.    | «Niagara»                     | 5:34     |  |
| 5.    | «Perfect»                     | 4:01     |  |
| 6.    | «Need to Be Next to You»      | 4:29     |  |
| 7.    | «To Be Happy»                 | 3:51     |  |
| 8.    | «Tonight»                     | 5:26     |  |
| 9.    | «Otis Redding»                | 4:38     |  |
| 10.   | «Feel It Comin' On»           | 3:03     |  |
| 11.   | «I Give In»                   | 4:52     |  |
| 12.   | «Big Cry»                     | 3:18     |  |
| 13.   | «Suds in the Bucket»          | 3:49     |  |
| 56:59 |                               |          |  |